# Glen Echo
 (août 2019).
Glen Echo est une localité du comté de Montgomery, dans le Maryland, aux États-Unis, qui fut incorporée en 1904. Sa population était de 242 habitants lors du recensement de 2000. Ce nom lui a été donné en 1880 par Edward et Edwin Baltzley par les promoteurs immobiliers du village. Leur brochure publicitaire concernant le village était intitulée Glen Echo on the Potomac : The Washington Rhine, c'est-à-dire « Glen Echo sur le Potomac : Le Rhin de Washington ». Clara Barton, fondatrice de la Croix-Rouge américaine, y vécut les quinze dernières années de son existence.

## Histoire
(avril 2009).
L'histoire de Glen Echo commence en 1889, lorsque les frères Edwin et Edward Baltzley achètent des terres le long du Potomac. Ils nomment le lieu Glen-Echo-on-the-Potomac. Ils y prévoyaient la construction de « châteaux ». Afin de permettre à leurs futurs clients la construction desdits châteaux, ils ouvrent cinq carrières dont l'une est toujours en activité sur Seven Locks Road.
Les frères Edwin et Edward Baltzley ont pu financer leur investissement grâce aux gains d'Edwin, dû à son invention, un fouet à œufs mécanique breveté en 1885. En 1888, ils vendent leur fabrique de fouets ainsi que le brevet et décident d'investir dans l'immobilier.
Au début, les propriétés de Glen Echo se vendent bien. Afin d'accroître encore les ventes, ils construisent un restaurant, avec trente mille poutres de cèdre, qu'ils baptisent le Pa-taw-o-meck Cafe et l'ouvrent au public en juillet 1890. Quatre mois plus tard, le restaurant est totalement détruit par un incendie. Quelque temps après, des rumeurs de malaria arrêtent les ventes et peu de constructions voient le jour sur les lots vendus.
Les Baltzley développent une autre idée en se rapprochant du mouvement Chautauqua (en). Il s'agit d'un mouvement éducatif visant à unifier les églises protestantes et à réunir les individus pour des débats, des cours, des spectacles et du sport. Les frères  Edwin et Edward Baltzley cèdent 80 acres de terre au mouvement national Chautauqua et font construire un amphithéâtre, baptisé le Hall of Philosophy and Academy of Fine Arts. Les activités du centre Chautauqua débutent le 16 juin 1891. Plus de mille personnes participent à l'ouverture et trois à quatre cents restent pendant toute la session d'été, vivant sous tente dans le parc jusqu'au 1er août.

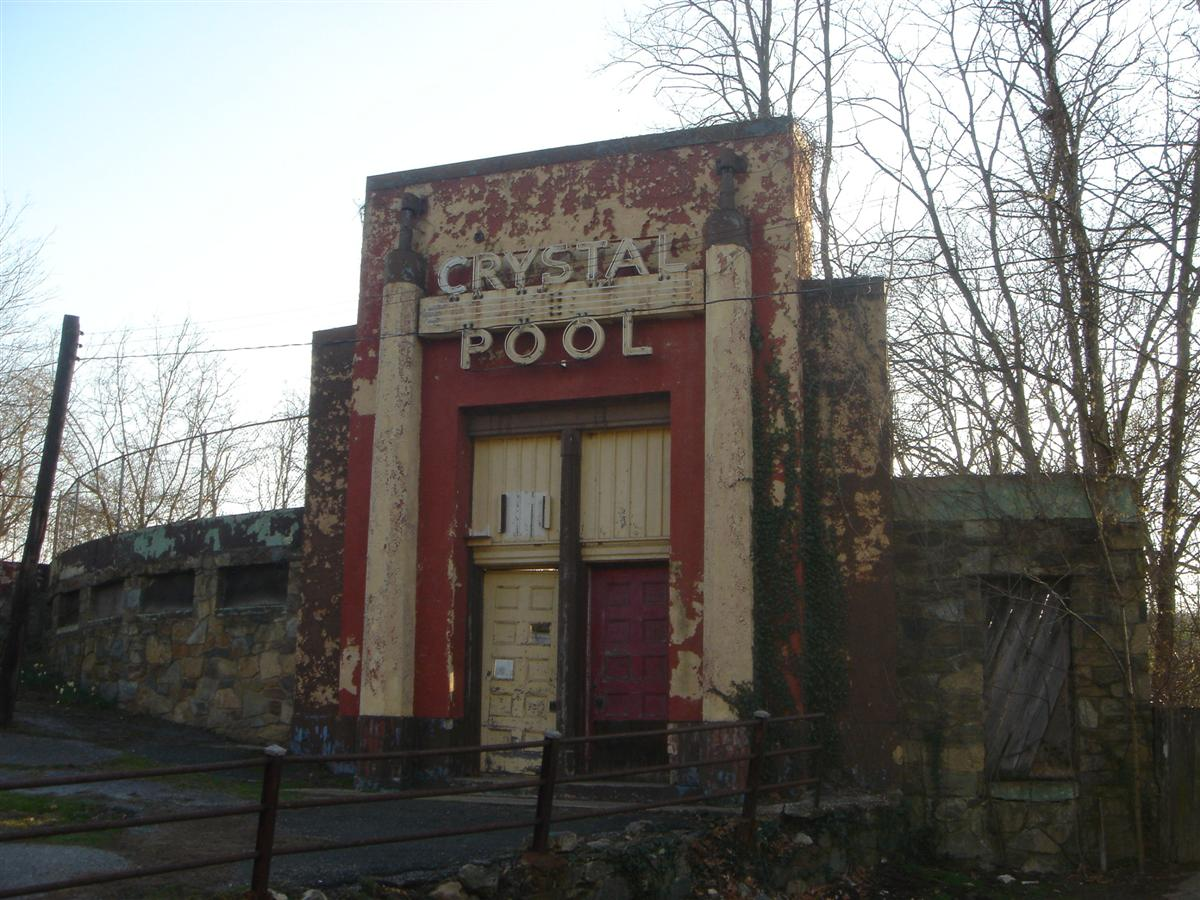
La Crystal Pool

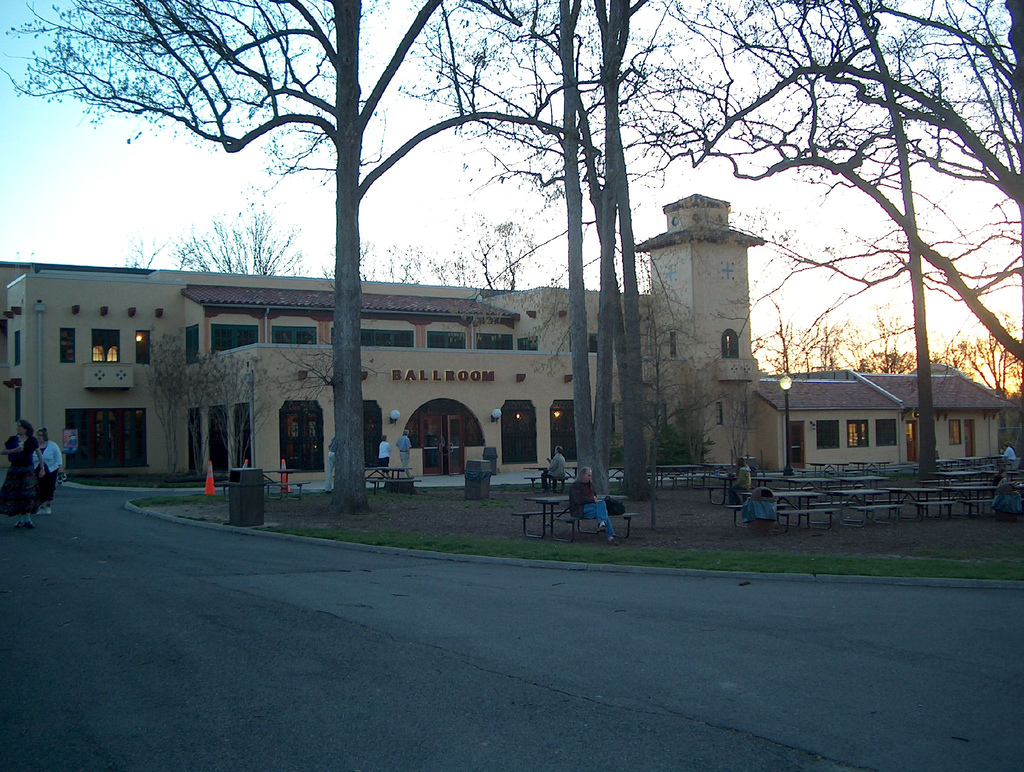
La Spanish Ballroom

Le mouvement Chautauqua attire des universitaires et des intellectuels dont Clara Barton, qui installe à Glen Echo, le centre de la Croix-Rouge américaine en juillet 1891. Le succès de cette session ne s'est pas répété à cause d'une épidémie de fièvre qui se déclare au printemps 1892. Plusieurs personnes en meurent, dont le docteur Harry Spencer, qui succombe à une pneumonie. De nouvelles rumeurs de malaria se sont répandues et aucune nouvelle session n'a été prévue.
Les frères Edwin et Edward Baltzley louent leur propriété à diverses organisations pour des récitals, des concerts et autres évènements. En 1899, la Glen Echo Company y installe un manège, un bowling, un kiosque et des emplacements de pique-nique. Un grand parc d'attractions y est alors construit. La Washington Railway and Electric Company en devient propriétaire en 1911 et nomme Leonard B. Schloss à la direction du Glen Echo Amusement Park. Sous sa direction, le parc devient très populaire. De nouvelles attractions sont construites comme la Crystal Pool (piscine), la Spanish Ballroom (salle de bal), le Midway, etc.
En 1933, toutes les sociétés de tramway sont absorbées par la Capital Transit Company de Washington. Schloss reste directeur du parc jusqu'en 1948. Jusque dans les années 1950, le succès du parc ne se dément pas. Il est vendu à diverses sociétés, mais se détériore rapidement faute d'investissements et ferme ses portes en 1968.
Glen Echo Park est remis au gouvernement américain le 1er avril 1970. Il est dès lors administré par le National Park Service (NPS). Depuis cette date, le NPS y a organisé des activités de théâtre, de danse et du domaine des arts. Aujourd'hui, le parc est de nouveau un centre d'étude et de divertissement Chautauqua. Des cours de peinture, sculpture, photographie et autres arts y sont donnés.

## Sources
- Ressource relative à la géographie :   - Geographic Names Information System
- Ressource relative à la musique :   - MusicBrainz
- The Chautauquan Organ of the Chautauqua Literary and Scientific Circle, Jamestown, N.Y. : M. Bailey, 1891. (OCLC 1553932)